# Vienna Open 1979
Il Vienna Open 1979, noto anche come Fischer Grand Prix per motivi di sponsorizzazione, è stato un torneo di tennis giocato sul cemento indoor della Wiener Stadthalle di Vienna, in Austria. È stata la 5ª edizione del torneo, faceva parte del Colgate-Palmolive Grand Prix 1979 e si è giocato dal 22 al 28 ottobre 1979.

## Campioni

### Singolare maschile
Stan Smith ha battuto in finale  Wojciech Fibak con il punteggio di 6–4, 6–0, 6–2

### Doppio maschile
Bob Hewitt /  Frew McMillan hanno battuto in finale  Brian Gottfried /  Raúl Ramírez con il punteggio di 6–1, 6–4